# TKexe
TKexe (иногда — TKexe Kalender) — бесплатная утилита, предназначенная для создания разнообразных календарей.

## Описание
TKexe служит для создания графических календарей в операционной системе Microsoft Windows. Визуальный редактор поддерживает перемещение объектов и позволяет изменять их функциональные параметры по усмотрению пользователя. К каждому дню можно добавлять соответствующую картинку, как из стандартных шаблонов, так и загрузить из системы, а также добавлять к ним разнообразные спецэффекты, события (которые можно выделить специальным цветом) или применять методы редактирования.
Имеется интернациональная поддержка языков (включая русский), презентация снимков, возможность печати готового проекта, стили оформления. В календаре предусмотрено создания файла в формате MDB, который позволяет создание календаря, как на целый год или месяц, так и на одну рабочую неделю.